# Олена Варшицька
Олена Варшицька або Гелена Варшицька з князів Вишневецьких (1601 або 1602 — 10 березня 1660) — представниця українського магнатського і князівського роду.

## Життєпис
Походила зі знатного роду Вишневецьких. Донька князя Костянтина Вишневецького та Ганни Загоровської. Зовсім малою втратила матір (до 1603 року). Її та сестру Мар'яну виховувала бабуся княгиня Маруша Збаразька, відома своєю чіткою православною позицією. Здобула гарну домашню освіту. Разом з тим про життя Олени до шлюбу вкрай мало відомостей.
1631 року разом із братом Янушем успадкували володіння князя Юрія Збаразького. 22 червня 1632 року вступила в шлюб з мазовецьким воєводою Станіславом Варшицьким. Як посаг дала чоловікові міста Смолен, Пільче, Мжгод, Казімежа-Велька та 39 сіл (Краківське воєводство), які отримала від брата Януша Вишневецького. Незабаром перейшла в католицтво.
За угодою з Янушем Вишневецьким, укладеною 2 березня 1633 року, Варшицька отримала міста й замки Прилуки та Новий Збараж із відповідними округами в Брацлавському воєводстві, замок і місто Гриців із низкою сіл на Волині. Натомість Варшицька остаточно відмовилася від усіх прав на решту володінь Юрія Збаразького.
До 1645 року разом з чоловіком мешкала в м. Варшиця (сучасне передмістя м. Калинівки), заснованому Станіславом Варшицьким 1635 року. У зв'язку з повстанням на чолі з Богданом Хмельницьким 1648 року разом із Варшицьким вимушена була тікати з Варшиці, а потім із Прилук до Руського воєводства. Згодом перебралася до польських містечок — Пільче, Мжгод та Казімежа-Велька.
Померла 1660 року в замку Пільче, похована в Ченстохові, у костелі на Ясній Горі.

## Родина
Чоловік — Станіслав Варшицький. Діти:
- Тереса-Ядвіга, дружина Анджея Фірлея, каштеляна люблінського
- Ян Казімеж, ойцувський староста.
- Ганна, дружина Міхала Варшицького, воєводи сандомирського